# Callum Scott Howells
Callum Scott Howells, född 29 april 1999 i Tonyrefail, Rhondda Cynon Taf, Wales, är en brittisk skådespelare.
Howells har bland annat medverkat i TV-serien Lloyd of the Flies. Han har även medverkat i filmenThe Beautiful Game.

## Filmografi (i urval)
- 2022 – Lloyd of the Flies (TV-serie)
- 2024 – The Beautiful Game